# Antonino Orrù
Antonino Orrù (Sinnai, 23 aprile 1928 – Cagliari, 13 agosto 2022) è stato un vescovo cattolico italiano.

## Biografia
Nacque a Sinnai, in provincia e arcidiocesi di Cagliari, il 23 aprile 1928, secondogenito di sette figli. Fu battezzato nella chiesa di Santa Barbara, nel paese natale.

### Formazione e ministero sacerdotale
Entrò nel seminario arcivescovile di Cagliari in giovane età e vi compì gli studi ginnasiali. Frequentò poi il liceo e i corsi teologici presso il Pontificio seminario regionale sardo nella sede di Cuglieri.
Il 13 luglio 1952 fu ordinato presbitero, nella chiesa di Santa Barbara a Sinnai, dall'arcivescovo metropolita di Cagliari Paolo Botto. Il giorno seguente celebrò la prima Messa nella basilica di Nostra Signora di Bonaria.
Dopo l'ordinazione collaborò in diverse parrocchie dell'arcidiocesi e in seguito fu nominato vicario parrocchiale della parrocchia di San Leonardo a Serramanna, dove rimase per quattro anni. Fu trasferito con la medesima qualifica alla parrocchia di San Benedetto in Cagliari, della quale diventò parroco nel 1964; mantenne l'incarico fino alla nomina episcopale.
Presso la curia arcivescovile prestò servizio nell'ufficio tecnico per le nuove chiese, in quello per la pastorale giovanile del turismo e in quello per l'amministrazione dei beni ecclesiastici. Fu membro del Consiglio presbiterale diocesano e promotore della creazione della struttura "La Scogliera", situata a Solanas, edificata nel 1970 su un terreno di famiglia.

### Ministero episcopale
Il 9 aprile 1990 papa Giovanni Paolo II lo nominò vescovo di Ales-Terralba; succedette a Giovanni Paolo Gibertini, precedentemente nominato vescovo di Reggio Emilia-Guastalla. Il 13 maggio seguente ricevette l'ordinazione episcopale, nella basilica di Nostra Signora di Bonaria, da Ottorino Pietro Alberti, arcivescovo metropolita di Cagliari, co-consacranti Pier Giuliano Tiddia, arcivescovo metropolita di Oristano, e Tarcisio Pillolla, vescovo ausiliare di Cagliari.
Durante il suo episcopato valorizzò il patrimonio artistico culturale della diocesi e del territorio: fece riordinare l'archivio storico diocesano e restaurare la cattedrale dei Santi Pietro e Paolo, insieme alle suppellettili sacre, ai paramenti liturgici e all'organo seicentesco.
Il 5 febbraio 2004 lo stesso papa accolse la sua rinuncia, presentata per raggiunti limiti di età, al governo pastorale della diocesi di Ales-Terralba; gli succedette Giovanni Dettori, del clero di Ozieri. Rimase amministratore apostolico della diocesi fino all'ingresso del successore, avvenuto il 2 maggio seguente. Da vescovo emerito si ritirò a Cagliari, accolto dalle Figlie di San Giuseppe di Genoni.
Morì a Cagliari, all'età di 94 anni, il 13 agosto 2022. Dopo le esequie, celebrate il 16 agosto nella basilica di Nostra Signora di Bonaria dall'arcivescovo Giuseppe Baturi, fu sepolto nella cappella di famiglia nel cimitero di Sinnai.

## Genealogia episcopale e successione apostolica
La genealogia episcopale è:
- Cardinale Scipione Rebiba
- Cardinale Giulio Antonio Santori
- Cardinale Girolamo Bernerio, O.P.
- Arcivescovo Galeazzo Sanvitale
- Cardinale Ludovico Ludovisi
- Cardinale Luigi Caetani
- Cardinale Ulderico Carpegna
- Cardinale Paluzzo Paluzzi Altieri degli Albertoni
- Papa Benedetto XIII
- Papa Benedetto XIV
- Cardinale Enrico Enriquez
- Arcivescovo Manuel Quintano Bonifaz
- Cardinale Buenaventura Córdoba Espinosa de la Cerda
- Cardinale Giuseppe Maria Doria Pamphilj
- Papa Pio VIII
- Papa Pio IX
- Cardinale Alessandro Franchi
- Cardinale Giovanni Simeoni
- Cardinale Antonio Agliardi
- Cardinale Basilio Pompilj
- Cardinale Adeodato Piazza, O.C.D.
- Cardinale Sebastiano Baggio
- Arcivescovo Ottorino Pietro Alberti
- Vescovo Antonino Orrù

La successione apostolica è:
- Vescovo Giovanni Paolo Zedda (2007)